# Odelstierna
Odelstierna är en svensk adelsätt som tidigare hette Odhelius.
Stamfader för ätten är kyrkoherden Laurentius Laurentii i Örby pastorat, som var gift med en dotter till Bengt Klockgjutare i Jönköping. Deras son Haqvinus Laurentii var prost i Od i Skara stift och gift med Tolla Toresdotter, som Gabriel Anrep uppger härstamma från gammal Västgötaadel, samt syster till Tore som adlades Ollonberg. Deras barn upptog släktnamnet Odhelius efter Od.
Sonen Erik Odhelius var professor vid Uppsala universitet samt pastor primarius. Hans hustru Margareta Laurelia var dotter till biskop Olaus Laurelius och Margareta Kenicia, ärkebiskop Petrus Kenicius dotter och tillhörande Bureätten. Deras ena dotter gifte sig med ärkebiskop Erik Benzelius d.ä., och en annan dotter gifte sig andra gången med Carl Henriksson, adlad Odelström.
Erik Odhelius son Erik d.y. var medicine doktor, bergmästare i Nya Kopparbergs och Hällefors bergslag, och adlades 1698 med namnet Odelstierna samt introducerades 1699 på Riddarhuset som nummer 1362. Han var gift med Margareta Schomaera, vars far var penningräknare. Ätten utgår från deras äldste son Erik Odelstierna. Flera personer i ätten har varit verksamma som bergmästare och i Bergskollegium.
Den 31 december 2022 var 21 personer med efternamnet Odelstierna folkbokförda i Sverige.

## Personer ur ätten

### Alfabetiskt ordnade
- Axel Odelstierna (1858–1935), militär
- Carl Odelstierna (1753–1795), militär, kunglig informator
- Detlof Odelstierna (1817–1892), militär, ritlärare och konstnär
- Erik Odelstierna  (1661–1704), kemist, läkare och mineralog
- Erik Odelstierna (direktör) (1887–1945), ingenjör och försäkringsdirektör
- Erik G:son Odelstierna (1853–1933), metallurg, professor

### Kronologiskt ordnade
- Erik Odelstierna  (1661–1704), kemist, läkare och mineralog
- Carl Odelstierna (1753–1795), militär, kunglig informator
- Detlof Odelstierna (1817–1892), militär, ritlärare och konstnär
- Erik G:son Odelstierna (1853–1933), metallurg, professor
- Axel Odelstierna (1858–1935), militär
- Erik Odelstierna (direktör) (1887–1945), ingenjör och försäkringsdirektör